# Carlo Zatti
Pour les articles homonymes, voir Zatti.
Carlo Zatti, né le 24 septembre 1809 à Brescello et mort dans la même ville le 10 février 1899, est un peintre et écrivain romantique italien du XIXe siècle.

## Biographie
Né en 1809 à Brescello, Carlo Zatti effectue d'abord des études classiques, comme le veut les traditions de sa famille au Liceo classico local. Il est ensuite sous la tutelle Pietro Benvenuti, puis étudie à l'Académie des Beaux-Arts de Modène (it). En 1835, il va à Florence pour se perfectionner. Il est vite devenu un peintre apprécié non seulement localement, mais aussi à Rome, Florence ou encore à Venise. Il a reçu des commandes des quatre coins de l'Italie et était aussi un intellectuel. Il effectue notamment des peintures dans l'Église San Bartolomeo Apostolo (it) de Fiumalbo, des copies du Titien (réalisés à Venise) et des œuvres dans l'église de Brescello. Il a aussi effectué un portrait d'Antonio Panizzi, aujourd'hui à la mairie de Brescello. Il est nommé professeur de peinture à l'Académie de Modène en 1848 et a vécu à Venise pendant plusieurs décennies, jusqu'en 1871, date à laquelle il se retire définitivement à Brescello. Il est le maire de Brescello de 1873 à 1883 et de 1890 à 1893. Il meurt dans sa ville de naissance en 1899.

## Œuvres
Liste non-exhaustive de ses peintures :
- Lamentazioni sul corpo di Abele, peinture à l'huile sur toile, XIXe siècle, Milan (Pinacothèque de Brera)[1] ;
- Gentiluomo E Gentildonna, peinture à l'huile sur toile, 95 × 75 cm, XIXe siècle, collection privée[4] ;
- David con la testa di Golia, dessin au crayon et au papier, 28,2 × 23 cm, XIXe siècle, collection privée[5] ;
- Autoritratto, huile sur toile, 27 × 31,5 cm, vers 1840, Musei Civici di Reggio Emilia[6].